# Ґунтур
Ґунтур (вимоваⓘ); — місто у складі Столичного регіону Андхра-Прадеш, розташоване на відстані 24 км (15 миля) від столиці штату Амараваті. Місто Ґунтур — адміністративна столиця дистрикту Ґунтур, індійського штату Андхра-Прадеш. Місто розташоване на рівнинах на відстані 64 км на північ Бенгальської затоки. Місто є третім найбільшим в штаті з кількістю населення 743 654 чол. за даними перепису населення 2011 р. в Індії. Воно є частиною Вішакхапатнам-Ґунтурського індустріального регіону — великого промислового коридору країни. Також місто відоме експортом перцю чилі та найбільшим в Азії ринком чилі.

## Назва
Найдавнішу згадку сучасної назви міста можна датувати періодом правління Аммараджі І (922—929 рр.) царя Венгі з династії Східні Чалук'ї. Вона також з'являється у двох інших написах датованих 1147 та 1158 рр.

## Уродженці
- М. В. С. Харанатха Рао (1948—2017) — індійський драматург, сценарист і актор.